# モーリス・ヤメオゴ
モーリス・ヤメオゴ（Maurice Yaméogo 1921年12月31日 - 1993年9月15日）は、オートボルタ（現ブルキナファソ）の政治家、初代大統領(在任1960年-1966年)。
コートジボワールのウフェ＝ボワニ大統領を称賛し、親西側諸国の外交策を取る。一方、国内では一党制の導入と反体制派の排除を完了させ、政権後期にはパラノイアの傾向も強まった。1966年1月3日、厳しい財政緊縮策の結果、ヤメオゴの腐敗した政権は労働組合、伝統的な首長、聖職者らが組織した平和的な抗議活動によって打倒された。

## 生涯
1946年に西アフリカ全体の政党組織として「アフリカ民主連合(RDA)」が結成され、オートボルタではその支部としてヤメオゴをリーダーとする｢ボルタ民主同盟(UDV)」が設立された。
1948年フランス領西アフリカ大評議会議員、1957年農相、1958年内相をつとめた。1958年12月自治共和国樹立とともに首相となり、独立後の1960年12月に大統領に就任、1965年10月に再選され国防相を兼務。ヤメオゴ政権は政治腐敗と経済政策の失敗により国民の不満を増大させた。
1966年1月3日、サンゴール・ラミザナ大佐の軍事クーデタで失脚。1969年4月公金横領の罪で逮捕され、同年5月裁判で重労働5年の判決を受け服役したが、1970年8月に減刑、釈放された。